# Sleepwalking
Sleepwalking és un drama psicològic canadencoestatunidenc dirigit per Bill Maher, estrenat el 2008.

## Argument
Forçada a anar-se del seu domicili després de la detenció del seu amic, Joleen Reedy (Charlize Theron) necessita refugiar-se en alguna part amb la seva filla de 12 anys, Tara (AnnaSophia Robb). S'adreça al seu germà petit, James (Nick Stahl) - un home simple i massa confiat qui no vacil·la a acollir-los al modest pis que té de lloguer.
Però heus aquí que Joleen, tot just acabada d'instal·lar, que marxa amb un altre home. Sent completament superat per exercitar sol la responsabilitat d'una noia adolescent, James fa tot el que pot per fer feliç la seva neboda que ja no sap on està. En molt poc temps desgraciadament la situació es fa incontrolable: perd la feina i Tara és col·locada en una família d'acollida.
Llavors James pren una decisió que trastornarà completament la seva vida i el forçarà a enfrontar els seus dimonis. Treu Tara de Califòrnia du Nord i tots els prenen noves identitats: ell és el pare, ella la filla. En principi és una manera d'enganyar les autoritats, però després pren una significació més profunda, ja que James s'esforça fer de pare que Tara mai no ha tingut i, per la primera vegada, troba un verdader objectiu la vida.
Només quan la seva peregrinació sobre la carretera els condueix a Utah a la granja on James ha crescut, es reobren velles ferides entre James i el seu pare (Dennis Hopper), el caràcter abusiu del qual i les maneres a vegades violentes han canviat poc des que James era encara un nen.

## Repartiment
- Woody Harrelson: Randall
- Dennis Hopper: M. Reedy
- AnnaSophia Robb: Tara
- Nick Stahl: James
- Charlize Theron: Joleen
- Mathew St. Patrick: Detectiu
- Callum Keith Rennie: Will